# Kinalua

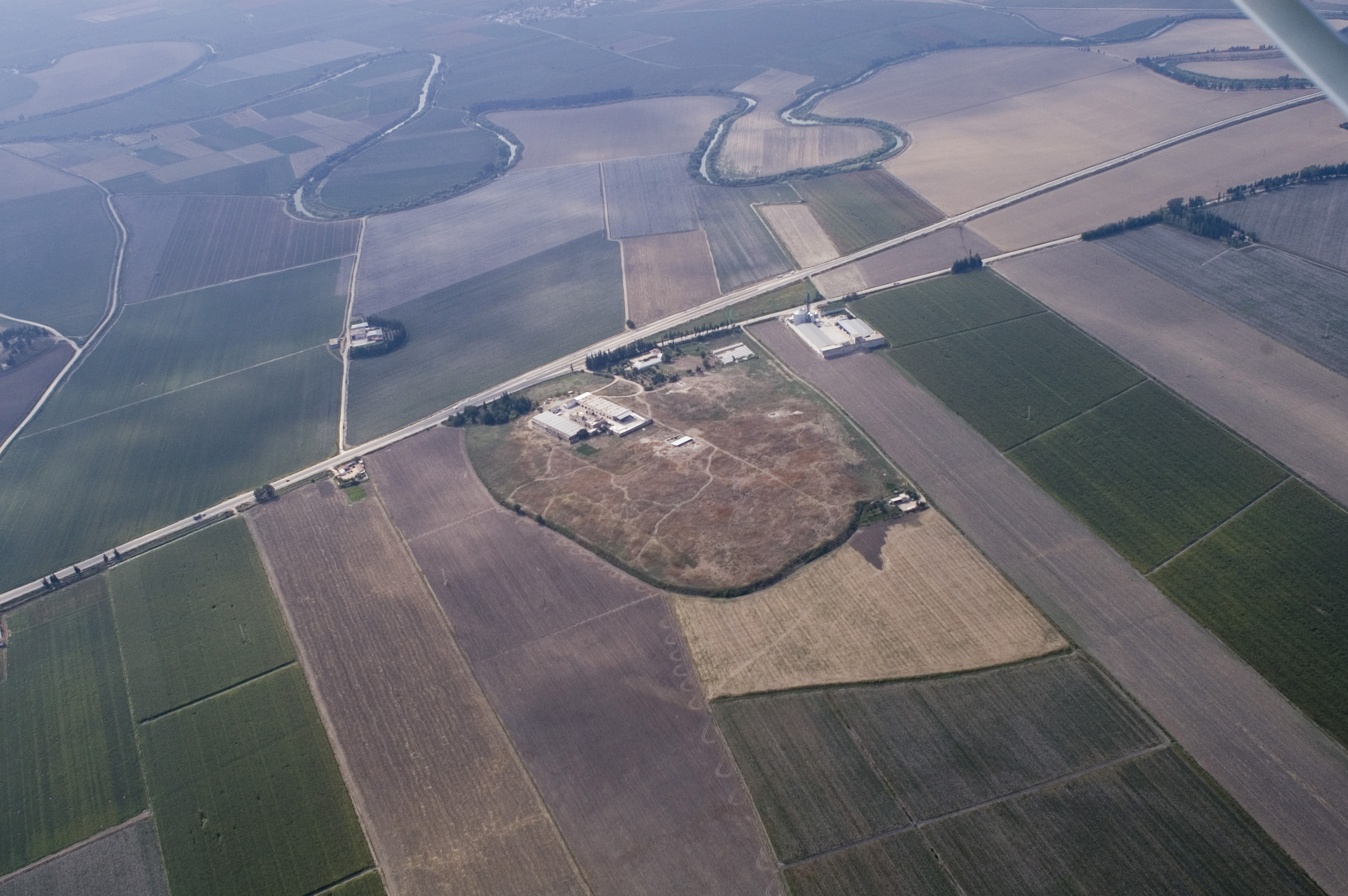
Tell Ta'yinat

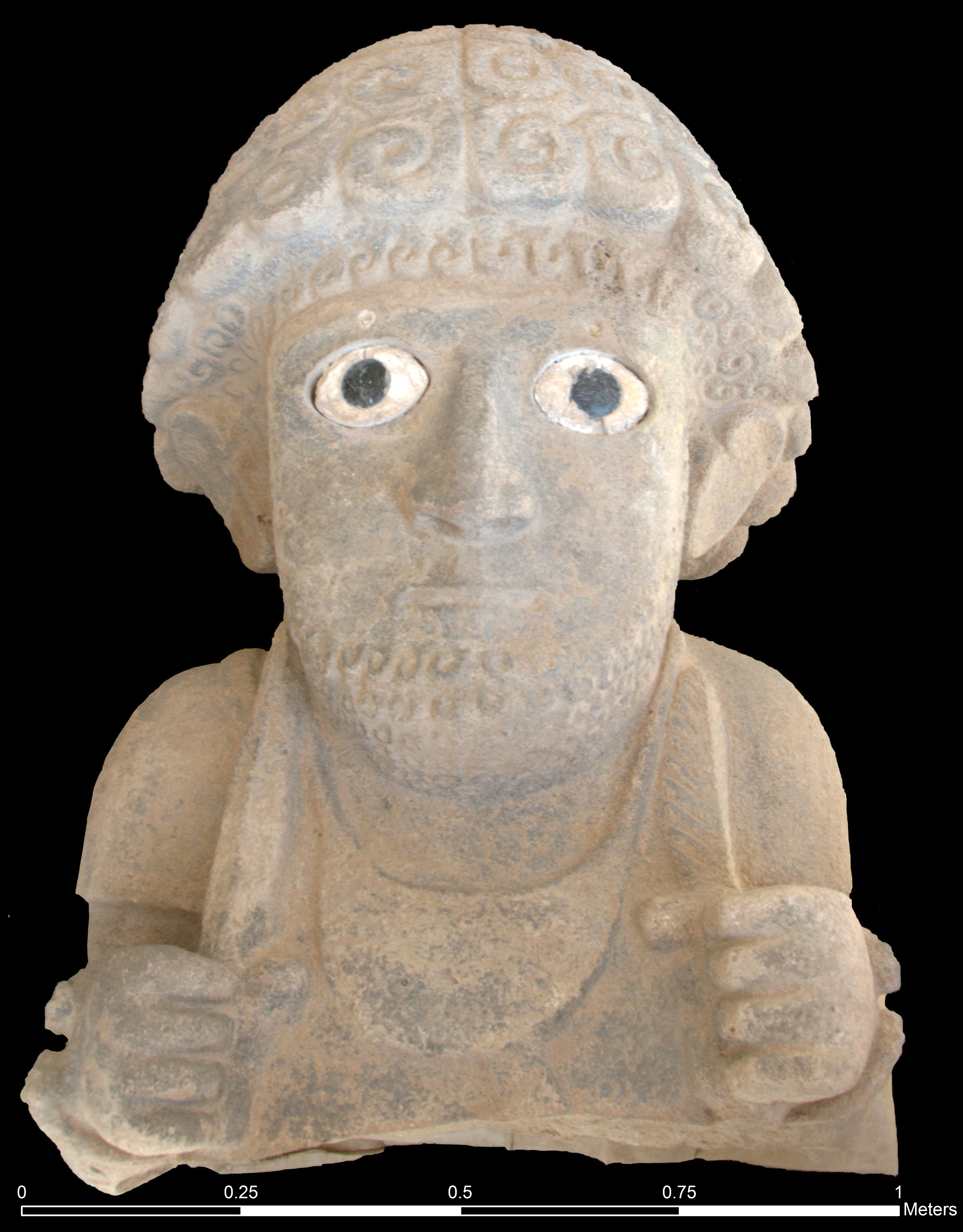
Szapalulme

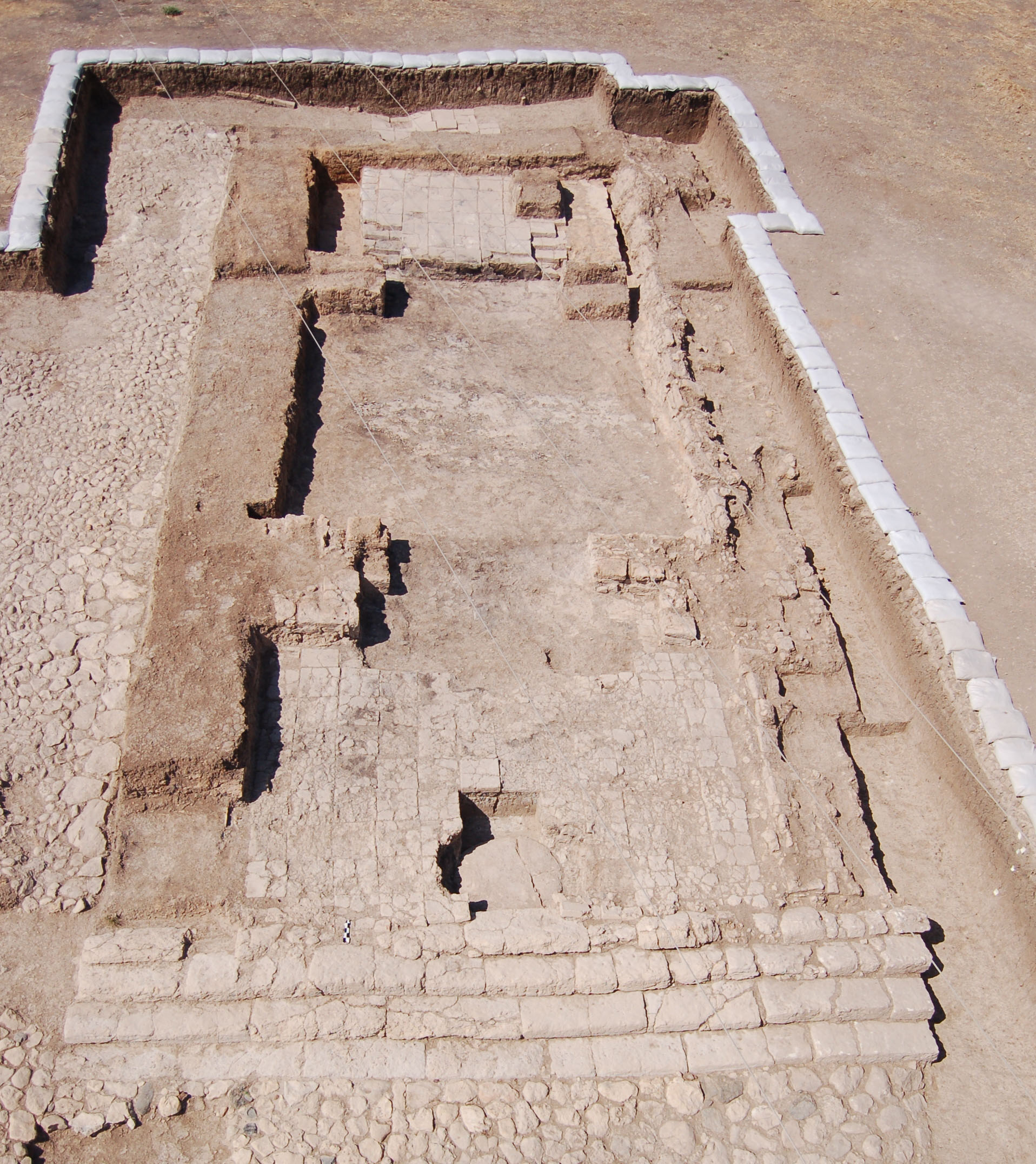
Vaskori templom

Kinalua (KURku/ki-na/nu-li/lu-a, asszír forrásokban 𒌷𒉺𒀜𒋾𒈾 URUPA-at-ti-na) tulajdonképpen majdnem azonos a megelőző korok Alalah nevű városával, de az i. e. 1200-tól 1000-ig tartó népvándorlás (tengeri népek, arameusok) közben bekövetkező pusztítások nyomán a korábbi településtől kissé távolabb népesedett be újra. Az alalahi királyi palotakomplexum nem épült újra (végül is két évszázad is eltelt a lerombolása óta), hanem a közelében építettek másikat. A két domb (Tell Açana és Tell Ta'yinat) között 800 méter a távolság.
Mivel Alalahban a 0. rétegig már kiosztották a rétegek számozását, és ezekből az utolsó a palota lerombolásának korához köthető i. e. 1200-ig tartó, ezért az i. e. 1200 utáni három kultúrréteget 0a (i. e. 1000 – 900), 0b (i. e. 900 – 800) és 0c (i. e. 800 – 700) jelöléssel látták el. Kinalua arameus-kori romjai 500×700 méteres, azaz 35 hektáros területet foglalnak el.
A település i. e. 1000 környékén biztosan lakott volt. Írásos forrásokban azonban először csak II. Assur-nászir-apli i. e. 877-es hadjáratáról szóló évkönyveiben tűnik fel. (Lásd: I. Lubarna.)
Ettől kezdve megszaporodnak az asszír említések. A város stratégiailag kényes helyen fekszik, a tenger felé törő asszír hadjáratok éppúgy az Orontész mentén, annak torkolatvidékéhez igyekeztek, mint korábban Mitanni. A III. Sulmánu-asarídu és a szíriai védelmi koalíció között vívott karkari csata is a tengerpart felé tartó, és közben egyben Kinalua felé tartó asszír hadsereg megállítását célozta. Ez a stratégiai veszélyeztetettség végül odáig vezetett, hogy Unki uralkodói – miközben Kinalua fővárosi jellegét megőrizték – saját rezidenciájukat nem ott tartották.
Kinalua sorsa végül ugyanaz lett az asszír fénykorban, mint az előzmény Alalahé a hurrita-hettita korban: egy idő után már nem segítettek a szövetségi rendszerek, és a hatalmas szomszéd bekebelezte. Erre i. e. 738-ban került sor, III. Tukulti-apil-ésarra egyik hadjáratában.
Alalah-Kinalua soha többé nem épült újra.